# Аруська сільська рада (Елваський район)
А́руська сільська рада (ест. Aru külanõukogu, рос. Аруский сельский совет) — сільська рада в Естонській РСР, адміністративно-територіальна одиниця в складі повіту Тартумаа (1945—1950) та Елваського району (1950—1954).

## Історія
13 вересня 1945 року на території волості Конґута в Тартуському повіті утворена Аруська сільська рада з центром у селі Пооле. Головою сільської ради обраний Гуґо Оясаар (Hugo Ojasaar), секретарем — Ганна Давидова.
26 вересня 1950 року, після скасування в Естонській РСР повітового та волосного поділу, сільська рада ввійшла до складу новоутвореного Елваського сільського району.
17 червня 1954 року в процесі укрупнення сільських рад Естонської РСР Аруська сільська рада ліквідована. Її територія приєднана до Конґутаської сільської ради.